# Anna Marie Jarvis

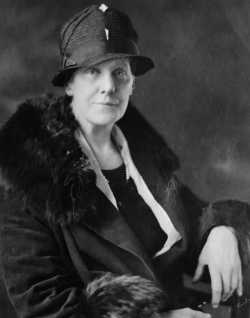
Anna Jarvis

Anna Marie Jarvis (* 1. Mai 1864 in Webster bei Grafton (West Virginia); † 24. November 1948 in West Chester (Pennsylvania)) ist international anerkannt als die Begründerin des Muttertages.

## Leben
Anna Jarvis wurde als eines von 13 Kindern ihrer Mutter Ann Reeves Jarvis geboren, von denen aber nur vier das Erwachsenenalter erreichten. Ihr Vater war ein methodistischer Pfarrer, der früh starb. Ihre Mutter, Ann Maria Reeves Jarvis, war der Wohltätigkeit verschrieben. Sie leitete Kurse, die sie Mothers’ Day Work Clubs  nannte, in denen sie andere Frauen über Hygiene unterrichtete und später, während des amerikanischen Bürgerkrieges sogenannte Mother’s Friendship Days ‚Mütter-Freundschaftstage‘, mit dem Ziel, den Verwundeten beider Seiten das Notwendigste zukommen zu lassen. 
Nach dem Krieg wurde sie in der Werbung um den Muttertag aktiv. Zur damaligen Zeit war es ein Feiertag, der auf Pazifismus und Sozialdienst basierte. Jarvis konnte ihr Ziel zu Lebzeiten jedoch nicht realisieren.
Zwei Jahre nach dem Tod ihrer Mutter ließ Anna Marie Jarvis am 12. Mai 1907 in ihrer Kirche einen Gedenkgottesdienst für sie feiern und fuhr dann in dem Bestreben fort, einen Tag der Mutter als anerkannten Feiertag herbeizuführen.
Der erste offizielle Muttertag wurde 1908, am dritten Todestag von Ann Jarvis, in der St. Andrew’s Methodist Episcopal Church in Grafton (West Virginia) begangen. Nach der Predigt von Pfarrer Harry C. Howard verteilte Anna Jarvis fünfhundert weiße und rote Nelken, die Lieblingsblumen ihrer Mutter. Die roten Nelken sollten die lebenden Mütter ehren, die weißen die verstorbenen.
Die Bemühungen um Förderung des Muttertages waren 1914 von Erfolg gekrönt, als dieser national anerkannt wurde. Der International Mother's Day Shrine ‚Denkmal des Internationalen Muttertages‘, steht noch heute in Grafton als Symbol ihrer Leistungen.
Im Laufe der 1920er Jahre wurde Anna Jarvis zunehmend verärgert über die Kommerzialisierung des Feiertags. Das bewog sie, sich als Gesellschafterin der Mother’s Day International Association ‚Vereinigung Internationaler Muttertag‘, einzutragen, um den urheberrechtlichen Schutz an dem zweiten Sonntag des Mai zu beanspruchen. Daraufhin versuchte sie, die Feier des Muttertags gerichtlich zu unterbinden, die Klage wurde jedoch abgewiesen. Ihre Verbitterung ging so weit, dass sie 1923 wegen Störung einer Muttertagsfeier kurzzeitig ins Gefängnis musste.
Zusammen mit ihrer Schwester Ellsinore wandte sie im Kampf gegen den von ihr ins Leben gerufenen Feiertag ihre gesamte Familienerbschaft auf, beide starben in Armut. 1948, kurz vor ihrem Tod, erzählte sie einem Reporter, sie bedauere, den Tag ins Leben gerufen zu haben. „Jarvis“, schreibt ihr Nachruf in der New York Times, „verbitterte, weil zu viele Leute ihren Müttern Grußkarten schickten.“ Sie hielt diese „für eine schlechte Entschuldigung für den Brief, den du zu faul bist zu schreiben“.